# Kristen Bjorn
Kristen Bjorn (12. října 1957 Londýn), vlastním jménem Robert Russell, je anglický režisér a producent erotických filmů a bývalý pornoherec. Pro jeho filmy je typické obsazování svalnatými muži z Latinské Ameriky, Karibiku a Evropy, jakož i filmování na exotických místech. Upřednostňuje neznámé modely bez ohledu na jejich sexuální orientaci. Svou kariéru však pod jménem Kristen Bjorn začal jako herec pro gay studio Falcon. Během své režisérské dráhy několikrát měnil své sídlo, v současnosti žije ve Španělsku.